# Лауга
Лауга — деревня в Пеновском районе Тверской области.

## География
Находится в западной части Тверской области на расстоянии приблизительно 66 км на юго-запад по прямой от районного центра поселка Пено на северном берегу озера Охват.

## История
Деревня была показана (тогда Извоз) на карте 1825 года. В 1859 году здесь было учтено 7 дворов, в 1939 — 39. До 2020 года входила в Охватское сельское поселение Пеновского района до их упразднения.

## Население
Численность населения: 61 человек (1859 год), 25 (русские 100 %) в 2002 году, 12 в 2010.